# Таос Пуебло (Њу Мексико)
Таос Пуебло (енгл. Taos Pueblo) насељено је место без административног статуса у америчкој савезној држави Њу Мексико.

## Демографија
По попису из 2010. године број становника је 1.135, што је 129 (-10,2%) становника мање него 2000. године.
| Група             | 2000.     | 2010.     |
| Белци             | 27 (2,1%) | 38 (3,3%) |
| Афроамериканци    | 0 (0,0%)  | 1 (0,1%)  |
| Азијати           | 0 (0,0%)  | 0 (0,0%)  |
| Хиспаноамериканци | 52 (4,1%) | 63 (5,6%) |
| Укупно            | 1.264     | 1.135     |